# Maestro de Třeboň
El Maestro de Třeboň (o Trebon, o Wittingau, que es el nombre de la localidad en alemán), es un pintor anónimo que trabajó en la segunda mitad del siglo XIV. 
Perteneció a la escuela de Praga, que se considera como uno de los centros creadores del gótico internacional. Su estilo es poético y contemplativo, con una religiosidad que se acerca al misticismo. No obstante, presenta cierto realismo. Recuerda a algunas composiciones de Melchior Broederlam, por lo que se cree que el Maestro de Třeboň conoció el arte de la corte de Borgoña.
El nombre por el que es conocido se debe al retablo que realizó para la colegiata agustina de San Eligio, en la ciudad de Třeboň. El retablo está datado hacia 1380-1390, y fue pintado con la ayuda de colaboradores.
Estos trabajos estaban relacionados con las reformas del convento, dirigidas por el propio Emperador.
Las tablas del retablo que se conservan en la actualidad son exhibidas en el convento de Santa Inés de Praga, sede de la colección de arte medieval de la Galería Nacional.

## Galería

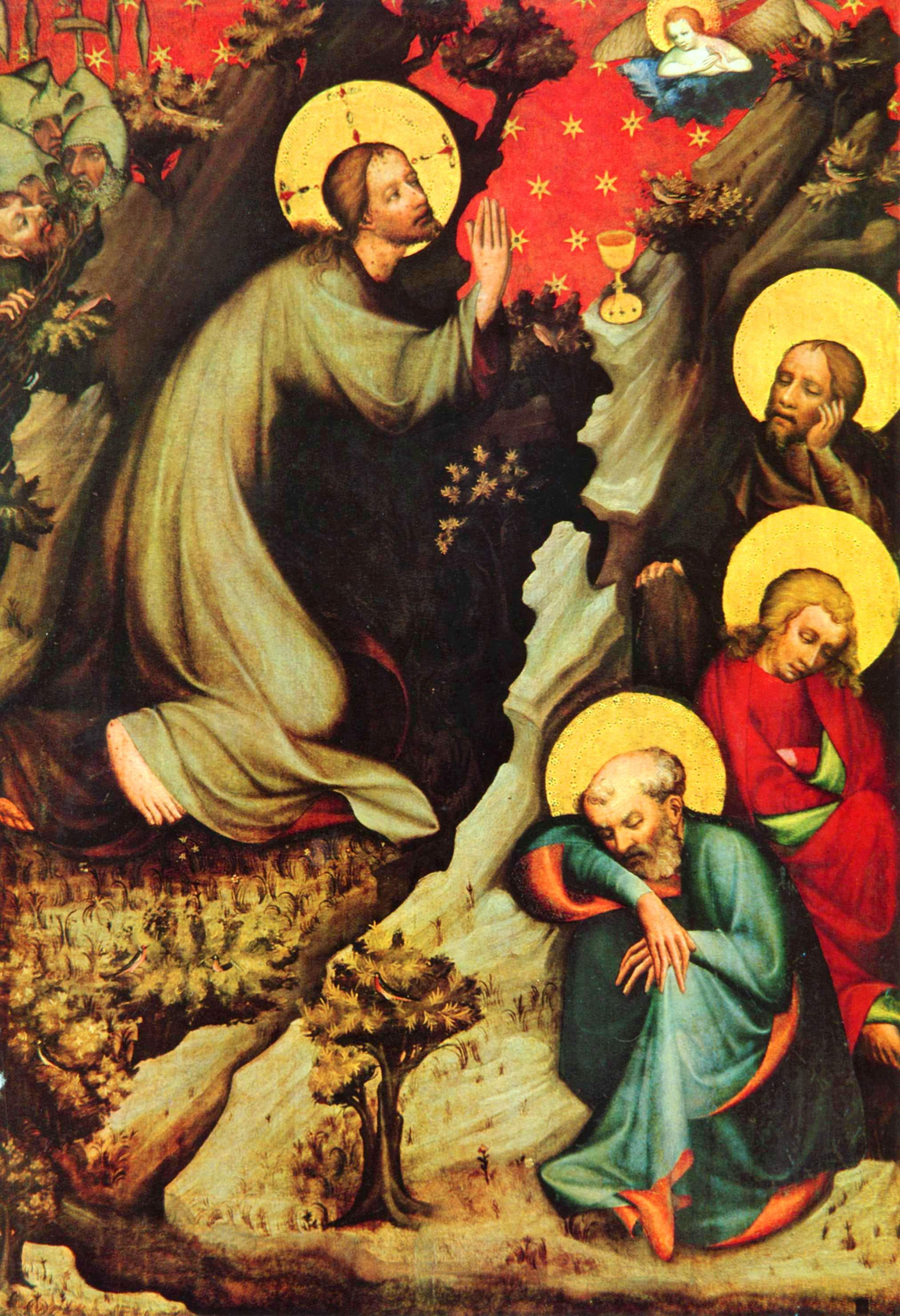
R. de Trebon: Jesús en el monte de los Olivos
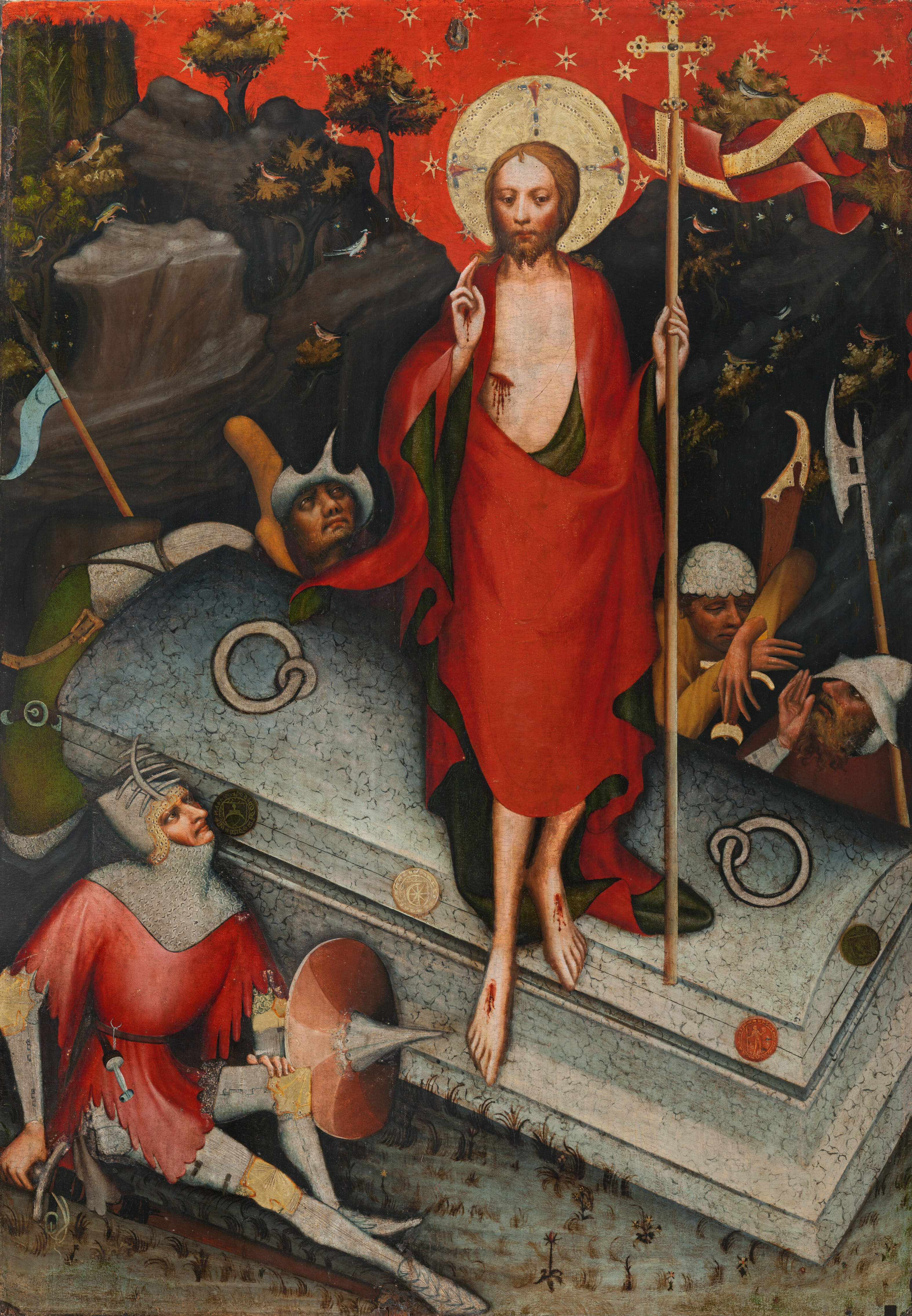
R. de Trebon: Resurrección de Cristo
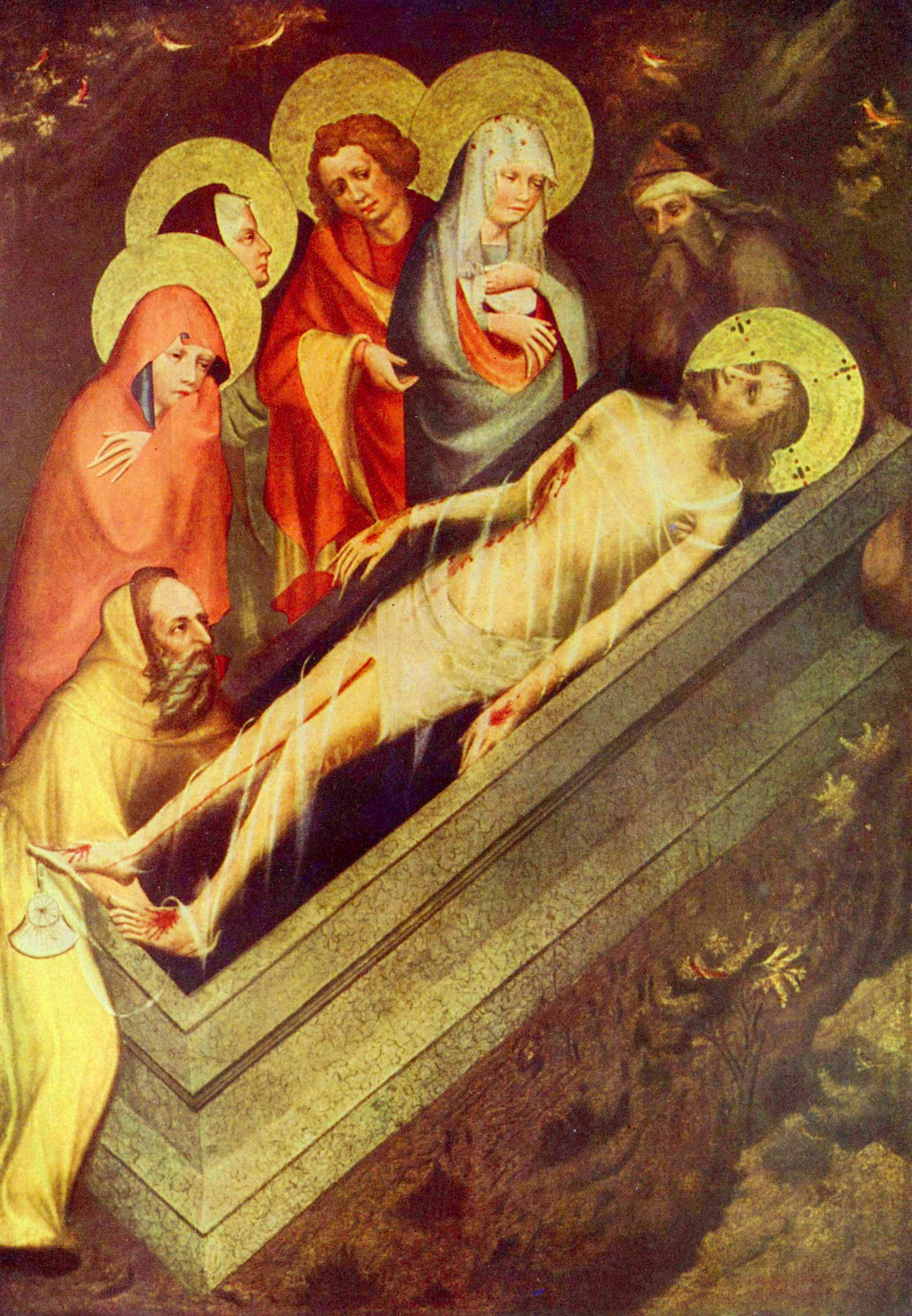
R. de Trebon: Entierro de Cristo